# NGC 6446
NGC 6446 este o galaxie spirală situată în constelația Hercule. A fost descoperită în 9 iulie 1864 de către Albert Marth.